# Козьял (посёлок)
Козьял — посёлок в Шалинском районе Свердловской области России. Входит в Шалинский муниципальный округ.
Ранее посёлок входил в состав Вогульского-Станционного сельсовета Шалинского района.

## География
Посёлок Козьял расположен в 25 километрах от посёлка Шаля, около реки Большой Козьял. В полутора километрах к югу от посёлка проходит Транссибирская магистраль. В районе посёлка Козьял рссположен одноимённый остановочный пункт (ранее — станция) Свердловской железной дороги.

## История
Посёлок получил развитие в 1907—1908 годах в связи со строительством железной дороги Пермь—Екатеринбург.

## Население
| 2002 | 2010 | 2021 |
| ---- | ---- | ---- |
| 136  | ↘79  | ↘38  |